# Ponemek Daraloy
Tiến sĩ Ponemek Daraloy là một bác sĩ và chính trị gia người Lào. Năm 2010, ông là Bộ trưởng Bộ Y tế Công cộng của Lào.